# Rubus histriculus
Rubus histriculus är en rosväxtart som beskrevs av Heinrich E. Weber. Rubus histriculus ingår i släktet rubusar, och familjen rosväxter. Inga underarter finns listade i Catalogue of Life.